# Miguel Rotalde de Romaña
Miguel Rotalde de Romaña (Arequipa, 29 de diciembre de 1917-?) fue un marino y político peruano. Contralmirante AP. Ministro de Gobierno y Policía de 1964 a 1965.

## Biografía
Hijo de José Miguel A. Rotalde González del Valle, y de María Mercedes de Romaña López de Romaña. Nieto de Felipe Rotalde, que fuera cirujano de primera clase en el monitor Huáscar y que resultara herido en el combate de Angamos. Sobrino de Carlos Rotalde, que también fue marino.
Ingresó a la Escuela Naval en 1934, en calidad de cadete, y egresó en 1940, como alférez de fragata. Se especializó en submarinos en la Escuela Superior de Guerra Naval y en la Escuela Superior de Guerra Naval de New Port de Estados Unidos.
Prestó servicios en diferentes unidades de la armada peruana, habiendo sido comandante de la patrullera P-102, segundo comandante del submarino R-4, comandante de los submarinos Lobo e Iquique; y comandante del crucero Bolognesi.
Fue también instructor en la Escuela de Submarinos, jefe de Bienestar de la Marina, subdirector de Armas Navales, vocal del Consejo Supremo de Justicia Militar y director general de Personal de la Marina.
Era capitán de navío cuando, durante el primer gobierno de Fernando Belaúnde Terry se le confió la cartera de Gobierno, formando parte del gabinete presidido por Fernando Schwalb López-Aldana. Ejerció dicho cargo de julio de 1964 a julio de 1965, y le tocó enfrentar las primeras acciones del MIR. Consultado por la prensa sobre la aparición de dicha guerrilla comunista en las alturas de La Convención (Cuzco), pareció no darle importancia al asunto, dando a entender que los guerrilleros eran en realidad abigeos (ladrones de ganado). Ello ocurrió en junio de 1965 y poco después fue reemplazado en el cargo.
En 1967 fue nombrado jefe de la Casa Militar del presidente de la República. El 1 de enero de 1969 alcanzó el máximo grado de contralmirante.